# Иваки (река)
Иваки (яп. 岩木川 ивакигава) — река в Японии на острове Хонсю. Протекает по территории префектуры Аомори.
Исток реки находится под горой Гаммори-Даке (雁森岳, высотой 987 м), на границе префектур Аомори и Акита. Около города Хиросаки Иваки поворачивает на север и течёт через равнину Цугару, где в неё впадают притоки Хиракава (平川), Тогава (十川), Кютогава (旧十川) и прочие. Река впадает в лагуну Дзюсан, соединяющуюся с Японским морем.
Длина реки составляет 102 км, на территории её бассейна (2540 км²) проживает около 465000 человек. Согласно японской классификации, Иваки является рекой первого класса.
Около 72 % бассейна реки занимает природная растительность, около 26 % — сельскохозяйственные земли, около 2 % застроено.
Уклон реки в верховьях составляет около 1/500-1/300, в среднем течении — 1/4000-1/2500, а в низовьях — 1/30000. Норма осадков в верховьях реки составляет около 1600 мм в год, а низовьях около 1200 мм в год.
В ХХ и XXI веках крупнейшие наводнения происходили в 1975, 1977, 2002, 2004 и 2013 годах. Во время наводнения 1975 года было полностью разрушено 222 и затоплено более 14000 домов, в 1977 году было разрушено более 200 и затоплено более 13000 домов.